# Хитцфельд, Отто
Отто Хицфельд (нем. Otto Hitzfeld; 7 мая 1898, Шлухзе — 6 декабря 1990, Доссенхайм, Баден-Вюртемберг) — немецкий офицер, участник Первой и Второй мировых войн, генерал пехоты. Кавалер Рыцарского креста с Дубовыми листьями и Мечами.

## Первая мировая война
В январе 1915 года поступил добровольцем на военную службу, в пехотный полк. С мая 1915 — унтер-офицер, с февраля 1916 — лейтенант. В конце войны командовал пехотной ротой. Награждён Железными крестами обеих степеней. Был ранен.

## Между мировыми войнами
Продолжил службу в рейхсвере. К началу Второй мировой войны — подполковник, командир пехотного батальона.

## Вторая мировая война
Участвовал во Французской кампании (1940). С ноября 1940 — командир пехотного полка.
С 22 июня 1941 года — участвовал в германо-советской войне. Бои на Украине, затем в Крыму. В октябре 1941 — награждён Рыцарским крестом. С декабря 1941 — полковник. 
Командовал 213-м пехотным полком и отличился в контр-наступлении после советской Керченско-феодосийской операции в результате которого немцы к 18 января вернули Феодосию.
В январе 1942 — награждён Дубовыми листьями (№ 65) к Рыцарскому кресту. В августе 1942 — тяжело ранен. После госпиталя — в командном резерве.
С января 1943 — вновь на Восточном фронте, командир 102-й пехотной дивизии (в районе Ржева, затем в районе Орла). С апреля 1943 — генерал-майор.
С ноября 1943 — генерал-лейтенант, назначен начальником пехотного училища (Дёбериц).
С декабря 1944 — командующий 67-м армейским корпусом (на Западном фронте, Арденнское наступление).
С марта 1945 — в звании генерала пехоты. 19 апреля 1945 года — взят в американский плен (в Рурском котле). 9 мая 1945 года — награждён Мечами (№ 158) к Железному кресту с Дубовыми листьями.